# Mauregatus av Asturien
Mauregatus av Asturien, död 789, var kung av Asturien mellan 783 och 788.